# Amauronematus punctulatus
Amauronematus punctulatus är en stekelart som först beskrevs av Lindqvist 1961.  Amauronematus punctulatus ingår i släktet Amauronematus, och familjen bladsteklar. Arten är reproducerande i Sverige.